# Oasis du lac de Conza
L'oasis du lac de Conza est un espace naturel protégé créé dans la région de Campanie en 1993 dans la province d'Avellino,.

## Territoire
La réserve comprend les 800 ha du lac de Conza qui est situé sur des communes de Conza della Campania et Cairano. Outre l'endiguement artificiel du fleuve côtier Ofanto, elle comprend des parcelles de forêt hydrophile et de pâturages. C'est la plus grande zone humide de Campanie.
Cette zone de protection spéciale (ZPS) est gérée par la WWF italien.

## Flore
La forêt hygrophile est composée de saules blancs, de tamaris, d'aulnes, de peupliers blancs et noirs. À l’exception du tamaris, les autres plantes sont des espèces typiques d’eau douce hygrophiles et sont toutes caduques au développement végétatif très rapide : roseau commun,  scirpus, iris des marais, sagittaire et renoncule aquatique. Le milieu steppique est caractérisé par la présence dominante de brome dressé, qui est associé à la folle avoine,... Là où le piétinement du bétail a été interdit, la prairie naturelle reprend peu à peu de l'espace avec des centaines de plantes spontanées typiques de ces milieux, comme la carotte sauvage, la chicorée, le trèfle et avec un grand nombre d'espèces d'orchidées.

## Faune
Sur l'une des plus grandes zones humides de Campanie, plus de 140 espèces de la faune aquatique y sont recensées : le balbuzard pêcheur, migrateur régulier, le bihoreau gris, nichant dans l'une des plus grandes héronnières du sud de l'Italie, le grèbe castagneux, le grèbe huppé, le héron pourpré, le circaète Jean-le-Blanc, le faucon pèlerin, le tadorne,..
Dans les champs autour de l'Oasis, l'habitat idéal de nombreux passereaux. Parmi les mammifères de première importance se trouve la présence de la loutre, malheureusement en danger d'extinction à l'échelle nationale, et de nombreuses espèces de chauves-souris. La présence d'amphibiens et de reptiles comme la rainette italienne, la couleuvre à collier et la couleuvre tessellée est très forte.